# Carl Locher
Pour les articles homonymes, voir Locher.
Carl Locher, né à Flensbourg le 21 novembre 1851 et mort à Skagen le 20 décembre 1915, est un peintre et graveur danois réaliste qui est devenu peintre de Skagen à un âge précoce.

## Biographie
Carl Locher est né le 21 novembre 1851 à Flensbourg dans le duché de Schleswig.
Pris en charge par l'État, il a ouvert une école de gravure pour artistes danois à Copenhague où il a enseigné jusqu'en 1900.